# Stenigot
Stenigot – wieś i civil parish w Anglii, w Lincolnshire, w dystrykcie East Lindsey. W 2001 civil parish liczyła 43 mieszkańców. Stenigot jest wspomniana w Domesday Book (1086) jako Stangehou.